# Owlād (ort i Iran)
Owlād (persiska: اولاد, Boneh-ye Owlād) är en ort i Iran.   Den ligger i provinsen Khuzestan, i den centrala delen av landet, 400 km söder om huvudstaden Teheran. Owlād ligger 626 meter över havet och antalet invånare är 299.
Terrängen runt Owlād är varierad. Runt Owlād är det ganska tätbefolkat, med 56 invånare per kvadratkilometer. Närmaste större samhälle är Shū Gol-e Ḩājjīvand, 4,1 km norr om Owlād. Omgivningarna runt Owlād är i huvudsak ett öppet busklandskap.